# Open The Window
『Open The Window』（オープン・ザ・ウィンドウ）は、RHYMESTERの11枚目のアルバム。2023年6月21日にstarplayers Records（JVCケンウッド・ビクターエンタテインメント）より発売。

## 概要
starplayers Records移籍後3枚目、ライムスターの11枚目のオリジナル・アルバム。
フルアルバムとしては前作「ダンサブル」以来、約6年ぶりとなる。前作以降、配信を中心にリリースされた数々のタイアップ曲やコラボ曲に加え、宇多丸のレギュラー番組「アフター6ジャンクション」（TBSラジオ）での交流をきっかけに実現したReiとのコラボ曲「My Runway feat. Rei」、RHYMESTERの長年のファンでもあり、自身の楽曲「Be Alright feat. Mummy-D」でMummy-Dを客演に迎えたJQ（Nulbarich）が参加した「Open The Window feat. JQ from Nulbarich」、RHYMESTERを「師匠」と仰ぐhy4_4yhとのコラボ曲「なめんなよ1989 feat. hy4_4yh」の新曲3曲を含めた全11曲収録。
初回限定盤には、新録曲を含む客演ゲストやタイアップ曲の関係者との対談を収録した120ページを超える文庫本型のブックレットを封入。
アルバムタイトルに関しては宇多丸が「これまで開けたことのなかった「窓」を、ひとつひとつ、新鮮な苦悩と喜びを味わいながら、丹念に開けていった作品集です」とCD初回盤に同梱されるブックレットに綴っている。
このアルバムのリリースに伴い、全国ツアー「King Of Stage Vol. 15 Open The Window Release Tour 2023-2024 Presented by NISHIHARA SHOKAI」が開催されることも決定。ツアーファイナルは2007年3月開催の「KING OF STAGE VOL. 7 メイドインジャパン at 日本武道館」以来、約17年ぶりとなる東京・日本武道館公演が行われる。

## 収録曲
1. After 6
配信限定シングル。『アフター6ジャンクション』の放送開始（2018年4月）に合わせて作られた楽曲で、同番組が2023年の10月改編で『アフター6ジャンクション2』へ移行するまで、5年半にわたってオープニングのテーマソングに使われていた。
Produced by DJ JIN
2. My Runway feat. Rei
Produced by Mr. Drunk（Mummy-D）、Rei
3. Open The Window feat. JQ from Nulbarich
Produced by Jeremy Quartus
4. 初恋の悪魔 -Dance With The Devil- / SOIL&"PIMP"SESSIONSにRHYMESTERを添えて
配信限定シングル。日本テレビ系ドラマ『初恋の悪魔』最終章テーマソング。
Produced by Mr. Drunk（Mummy-D）、SOIL&"PIMP"SESSIONS
5. 世界、西原商会の世界! Part 2 逆featuring CRAZY KEN BAND
配信限定シングル。西原商会（業務用食品卸会社）の社歌である「世界、西原商会の世界!」（CRAZY KEN BANDが2014年に提供）にアレンジを施したラップバージョンで、創業50周年を迎えた2021年にRHYMESTERが発表していた。RHYMESTERとCRAZY KEN BANDのコラボレーションによる楽曲のリリースは、『肉体関係 part2 逆featuring CRAZY KEN BAND』以来20年振りである。
Remix Produced by Mr. Drunk（Mummy-D）
6. 2000なんちゃら宇宙の旅
配信限定シングル。Eテレテレビアニメ『宇宙なんちゃら こてつくん』主題歌。
Produced by DJ JIN
7. 予定は未定で。
配信限定シングル。『アフター6ジャンクション』内で関東ローカル向けに放送されていた交通情報では、この曲のインストゥルメンタル版をBGMに用いていた。
Produced by MASTA SIMON from MIGHTY CROWN
8. マクガフィン / 岡村靖幸さらにライムスター
配信限定シングル。
Produced by 岡村靖幸
9. なめんなよ1989 feat. hy4_4yh
Produced by DJ JIN、宇多丸
10. Forever Young（ザキヤマ Remix）/ スチャダラパーからのライムスター
配信限定シングル。スチャダラパーとのコラボ曲のアルバムバージョン。
「ザキヤマ」こと山崎弘也（アンタッチャブル）がゲストとして参加している。
Produced by The Anticipation Illicit Tsuboi
11. 待ってろ今から本気出す
配信限定シングル。
Produced by Mr. Drunk（Mummy-D）